# Fontaine-les-Coteaux
Fontaine-les-Coteaux település Franciaországban, Loir-et-Cher megyében. Lakosainak száma 326 fő (2022. január 1.). Fontaine-les-Coteaux Cellé, Lunay, Montoire-sur-le-Loir, Savigny-sur-Braye és Troo községekkel határos.

## Népesség
A település népességének változása:
| Lakosok száma | 435  | 337  | 353  | 381  | 369  | 349  | 337  | 330  | 328  | 326  |
|               | 1968 | 1982 | 1990 | 2006 | 2013 | 2015 | 2017 | 2019 | 2020 | 2022 |